# Road Dogg
Brian Gerard (B.G.) James (20 de maio de 1969) é um wrestling profissional, norte americano. Trabalha atualmente na WWE como produtor

## Títulos e prêmios
- Atlantic Coast Championship Wrestling
  - ACCW Heavyweight Championship (1 vez)
- Catch Wrestling Association
  - CWA World Tag Team Championship (1 vez) – com Cannonball Grizzly
- Continental Wrestling Federation
  - Continental Heavyweight Championship (1 tvez)
- Millennium Wrestling Federation
  - MWF World Tag Team Championship (1 vez) – com Beau Douglas
- NWA Wrestle Birmingham
  - NWA Alabama Heavyweight Championship (2 vezes)
- Total Nonstop Action Wrestling
  - NWA World Tag Team Championship (2 vezes) – com Konnan e Ron Killings
- United States Wrestling Association
  - USWA Heavyweight Championship (1 vez)
  - USWA Television Championship (2 vez)
  - USWA World Tag Team Championship (2 vezes) – com Tracy Smothers
- World Wrestling All-Stars
  - WWA World Heavyweight Championship (1 vez)
- World Wrestling Federation/Entertainment
  - WWF Hardcore Championship (1 vez)
  - WWF Intercontinental Championship (1 vez)
  - WWF Tag Team Championship (5 vezes) – com Billy Gunn
  - WWE Tag Team Championship (1 vez) – com Billy Gunn
- Pro Wrestling Illustrated
  - PWI Tag Team of the Year (1998) com Billy Gunn

¹Titles defended under the Freebird Rule.